# Терористичний акт у Пешаварі
Терористичний акт у Пешаварі — напад бойовиків руху Техрік-е-Талібан на середню школу APSACS у місті Пешавар у Пакистані, здійснений 16 грудня 2014 року, жертвами якого стали 141 особа, у тому числі 132 дітей. Лідер Техрік-е-Талібан Мухаммад Хорасані заявив, що теракт є помстою за військову операцію у Північному Вазірістані, яку пакистанський уряд проводить з літа 2014 року.

## Напад
Близько 10.30 за місцевим часом (UTC+5) до аудиторії, де зібралися близько 500 учнів для проходження заняття з надання невідкладної медичної допомоги, яке проводив полковник Збройних сил Пакистану, увірвалися 7 нападників, котрі почали хаотичну стрілянину по учнях та вчителях.

## Реакція
Напад бойовиків на школу засудила пакистанська захисниця прав жінок та дітей лауреат Нобелівської премії миру 2014 року Малала Юсафзай.